# Distretto di Oğuz
Il distretto di Oğuz (in azero: Oğuz rayon) è un distretto dell'Azerbaigian. Il capoluogo del distretto è Oğuz.